# Артур да Коста-і-Сілва
Арту́р да Ко́ста-і-Сі́лва (порт. Artur da Costa e Silva; 3 жовтня 1902 — 17 грудня 1969) — бразильський військовий і державний діяч, маршал, президент країни у 1967—1969 роках.

## Ранні роки
Артур да Коста-і-Сілва народився в штаті Ріу-Гранді-ду-Сул 3 жовтня 1899 року. Батьки Коста-і-Сілви були нащадками португальських колоністів, які оселились у південній частині сільськогосподарських угідь Бразилії. Його батько керував універсальним магазином, що належав батькові його дружини.
У віці десяти років Коста-і-Сілва вступив до військового училища Порту-Алегрі, яке закінчив 1917 року.

## Військова кар'єра
1922 року Коста-і-Сілва брав участь у повстанні тенентистів (лейтенантів), спрямованому проти уряду Епітасіу Пессоа. Повстання успіху не мало, Коста-і-Сілва, як і інші його учасники, був заарештований, але невдовзі звільнений за амністією.
1932 року брав участь у придушенні конституціоналістів у Сан-Паулу.
У 1950–1952 роках служив військовим аташе в Аргентині.

## Прихід до влади
Артур да Коста-і-Сілва був одним з організаторів перевороту 1964 року, в результаті якого було усунуто від влади президента Жуана Гуларта. Після встановлення військової диктатури займав пост військового міністра в уряді Умберту Кастелу Бранку. 1966 року пішов у відставку, щоб балотуватись на пост президента Бразилії.

## На посту президента
Артур да Коста-і-Сілва склав присягу на посту президента 15 березня 1967 року, в день, коли було прийнято нову конституцію Бразилії. На посту президента він запам'ятався як один з найбільш репресивних диктаторів за всю історію Бразилії.
Саме за часів правління Кости-і-Сілви в країні почався п'ятирічний період «бразильського економічного дива»: завдяки економічній політиці міністра фінансів Делфіна Нету було досягнуто зростання економіки до 11—12 % на рік.
13 грудня 1968 року уряд Коста-і-Сілви ухвалив інституційний акт № 5, що обмежував права громадян Бразилії та фактично проголошував тоталітарну військову диктатуру в країні. Конституція втратила чинність, а Конгрес було розпущено. Всією країною прокотились численні акції протесту, які було жорстоко придушено військовиками.
Також за Коста-і-Сілви поліція організувала так звані «батальйони смерті», спрямовані на боротьбу з жебраками та безпритульними.

## Завершення кар'єри та смерть
Наприкінці серпня 1969 року у Кости-і-Сілви стався інсульт. Вищі військові чини Бразилії вирішили скористатись ситуацією й усунути недієздатного президента. В результаті влада опинилась в руках військової хунти у складі генералів Ауреліу Таваріса, Марсіу Мелу й адмірала Августу Радемейкера.
17 грудня того ж року Коста-і-Сілва помер.

## Пам'ять
На честь Кости-і-Сілви названо міст, що поєднує муніципалітети Ріо-де-Жанейро і Нітерой через затоку Гуанабара.